# Retinitis
El término retinitis se utiliza en medicina para designar la existencia de una inflamación que afecta a la retina. La retina es la capa del ojo sensible a la luz en la que se encuentran las células fotorreceptoras, es decir los conos y los bastones.
Las retinitis pueden estar provocadas por diferentes causas, algunas de las más frecuentes son las de origen infeccioso, sobre todo las ocasionadas por el citomegalovirus, virus del herpes simple, virus varicela-zóster y el parásito toxoplasma. Estas afecciones pueden comprometer seriamente la capacidad visual, sobre todo si se afecta la mácula que es el área de la retina donde existe mayor concentración de células fotorreceptoras. A veces se utiliza el término coriorretinitis para designar una enfermedad en la que también existe inflamación de la coroides que es otra capa del ojo que se encuentra en íntimo contacto con la retina.
Un trastorno que a veces se designa con este nombre es la retinitis pigmentaria, denominación, sin embargo, incorrecta, pues en esta enfermedad ocular no existe inflamación de la retina, por lo que se prefiere llamarla retinosis pigmentaria.